# Makunudhoo (Haa Dhaalu-atol)
Makunudhoo is een van de bewoonde eilanden van het Haa Dhaalu-atol behorende tot de Maldiven.

## Demografie
Makunudhoo telt 665 vrouwen en 743 mannen (stand van maart 2007).